# Allgäui-Alpok
Az Allgäui-Alpok (németül Allgäuer Alpen) a Keleti-Alpok, azon belül az Északi-Mészkőalpok egyik vonulata, Németország és Ausztria határán, Bajorország, illetve Tirol és Vorarlberg között húzódó magashegység. Keletről és délkeletről a Lech völgye és a Lech-völgyi-Alpok, délnyugatról a Bregenzi-erdő, északról pedig az Iller folyása határolja. Nevét az északi előterében fekvő bajorországi Allgäu vidékéről kapta. Idegenforgalmi központja a bajor oldalán fekvő Oberstdorf.
Néhány csúcs:
- Knappenkopf 2071 m,
- Kugelhorn 2126 m,
- Rauhhorn 2126 m,
- Gaishorn 2247 m,
- Rohnenspitze 1990 m,
- Ponten 2045 m,
- Bscheißer 2000 m,
- Iseler 1876 m,
- Kühgundspitze 1907 m;

lásd még: Haldensee
Jelentősebb tavak:
- Alplsee,
- Freibergsee,
- Guggersee,
- Haldensee,
- Hochalpsee,
- Lache (Vilsalpseeberge),
- Oberer Gaisalpsee,
- Rappensee,
- Schlappoltsee,
- Schrecksee,
- Seealpsee (Allgäunál) ,
- Sieglsee,
- Traualpsee,
- Unterer Gaisalpsee,
- Vilsalpsee.

A mezozoikumi mészkőből álló, a jégkorban eljegesedett hegyvidék legmagasabb pontjai a német–osztrák határ által metszett Großer Krottenkopf (2657 méter), valamint a német oldalon magasodó Mädelegabel (2645 méter), Hochvogel (2593 méter) és Nebelhorn (2224 méter). Éghajlata nedves, hűvös hegyvidéki, az átlagos évi csapadékmennyiség a völgyekben 1000, a magashegységi övezetben 2000 milliméter. Változatos talajviszonyainak köszönhetően flórája rendkívül gazdag: tavasszal a harangrojt- (Soldanella sp.) és a sáfrányfajok (Crocus sp.) nyílnak, nyáron pedig a rozsdás havasszépe (Rhododendron ferrugineum), a tárnics (Gentiana sp.), a sisakvirág (Aconitum sp.) és a harangláb (Aquilegia sp.) virágzik. Ritkán ugyan, de az év ezen szakaszában lehet találkozni a papucsorchideával (Cypripedioideae sp.) és a havasi gyopárral (Leontopodium alpinum) is. Ősszel a bábakalács (Carlina sp.) és az őszi sáfrányfajok borulnak virágba.